# 罗伯特·托德·卡罗尔
罗伯特·托德·卡罗尔（Robert Todd Carroll 1945年5月18日—2016年8月25日）是一名美国作家、学者，以其《怀疑论者词典》著称，此外他在1977年开始在萨克拉门托城市学院担任哲学教授，2007年退休。

## 生平
他出生于美国伊利诺伊州喬利埃特 ，曾就读于圣迭戈大学高中和圣母大学，1974年获得加州大学圣迭戈分校哲学博士学位。他在2014年5月确诊晚期胰腺神经内分泌肿瘤，且已发生肝转移，2016年5月因病停止《怀疑论者词典》的更新，同年8月25日在戴维斯的一家医院里逝世。